# Taisto Ravantti
Taisto Reino Birger Ravantti (Heinjoki, 27 ottobre 1932 – maggio 2004) è stato un cestista finlandese.

## Carriera
Con la Finlandia ha disputato i Campionati europei del 1955.